# 기사누키 히로시
기사누키 히로시(일본어: 木佐貫 洋, 1980년 5월 17일 ~ )는 일본의 프로 야구 선수이다. 퍼시픽 리그 전 홋카이도 닛폰햄 파이터스의 선수이다. 현재 요미우리 자이언츠 2군 투수 코치를 맡고 있다.

## 인물

### 프로 입단 전
가고시마현 센다이 시(현재의 사쓰마센다이시) 출신으로 가고시마 현립 센다이 고등학교 3학년 때인 1998년에는 가고시마 현 춘계 고교 야구 대회에서 스기우치 도시야가 소속된 가고시마 실업고등학교를 누르고 우승을 이끌었다. 여름에 열린 전국 고등학교 야구 선수권 가고시마 대회 결승에서는 가고시마 실업고등학교에게 1대 3으로 패해 고시엔 대회 진출에는 실패했다. 졸업 후 아시아 대학에 진학하여 도토 대학 리그 통산 31경기에 등판해 12승 8패, 평균 자책점 1.80, 탈삼진 225개를 기록했고 4학년 때는 2시즌 연속으로 최고 수훈 선수, 최우수 투수, 베스트 나인 등을 수상했다.
제1회 세계 대학 야구 선수권 대회 일본 대표팀 선수로도 발탁되었고 2002년 프로 야구 드래프트 회의에서는 자유 획득 범위로 요미우리 자이언츠에 입단했다.

### 요미우리 시절

#### 2003년 ~ 2006년
이듬해 2003년에는 리그 최다인 두 차례의 완봉을 포함한 시즌 10승을 기록하여 신인왕을 수상했다.
그러나, 다음 해인 2004년에는 뚜렷한 성적을 남기지 못하여 시즌 도중에는 구원 투수로 일시 전향했고 2005년에는 14경기에 등판하여 단 한 번도 승리(0승 1패 5세이브)를 기록하지 못하는 등 7월에 오른쪽 견갑골하 수술을 받았다.
2006년 1월에는 니오카 도모히로와 함께 아마미오 섬에서의 고쿠보 히로키, 사이토 가즈미의 자주 트레이닝에 동행했고 같은 해 6월 19일 오릭스 버펄로스전에서 약 1년 만에 1군 등록을 하여 선발 등판하였지만 3실점을 기록하며 패전 투수가 되었다. 도합 3차례의 선발 등판하는 기회가 주어졌지만 모두 패전 투수가 되는 등 0승 3패라는 최악의 성적을 남겨 2년 연속 승리를 올리지 못하는 불명예를 안게 되었다.

#### 2007년
주력 투수인 우에하라 고지, 제러미 파웰 등이 부진으로 출발이 늦어졌기 때문에 개막을 1군에서 맞이하였고 개인 최고 성적인 12승(9패), 평균 자책점 3.09를 기록했다. 우쓰미 데쓰야, 다카하시 히사노리와 함께 시즌을 통해서 선발 로테이션을 지켰다.

#### 2008년
팀이 개막 이후부터 성적 부진으로 침체를 겪고 있는 와중에서도 호투하는 등 4월에는 3승(1패)을 기록해 패전에 의한 ‘8이닝 완투’이면서 2004년 이래가 되는 완투도 기록했다. 그러나 5월부터 컨디션이 무너지면서 5월 7일 한신 타이거스전에서는 3회 도중 가네모토 도모아키에게 머리 부분에 사구를 던져 퇴장당했다. 이후 짧은 이닝으로 강판된 경기가 계속되자 8월에는 1군 등록이 말소돼 그대로 시즌을 마쳤고 계약 갱신에서는 전반기에서 자신이 팀 승리를 위해 기여했다고 주장하였지만 구단 측은 이를 받아들이지 않아 연봉이 삭감되었다. 연말에는 아이다 유시 등과 같은 유망주가 도미니카 윈터 리그에 파견된 것을 계기로 본인의 희망에 따라 도미니카 공화국으로 건너갔다.

#### 2009년
개막전 선발 로테이션 경쟁에서 밀려나 2군에서 시즌 개막을 맞이했다. 8월에는 시즌 첫 등판과 동시에 처음으로 선발 등판하는 기회를 얻었지만 3회 도중 3실점으로 KO되어 2군에 내려갔고 그 후에는 1군에 복귀하지 못한 채 시즌을 마쳤다. 2군에서는 선발의 축으로서 활약, 리그 최다승(9승), 최다 탈삼진(94개)을 기록했지만 평균 자책점은 4.05를 남기면서 부진했다. 12월 4일에는 다카기 야스나리와의 맞트레이드로 오릭스 버펄로스에 이적했다.

### 오릭스 시절

#### 2010년
시범 경기에서 기대 이상의 활약을 하는 등 개막 로테이션에 합류했고 3월 28일 후쿠오카 소프트뱅크 호크스전에서는 8회 도중 1실점을 기록하면서도 609일 만에(2008년 7월 27일 이후가 된다) 오릭스 이적 후 첫 승리를 거두었다. 5월 22일 한신전부터 5연승을 기록했고 6월에는 29일의 도호쿠 라쿠텐 골든이글스전에서 신인 시절인 2003년 이래가 되는 7년 만에 완봉승을 기록하는 등 4승 무패의 활약으로 6월의 월간 MVP를 수상했다. 7월 31일에 승리 투수가 되면서 시즌 9승째를 올렸지만 8월 6일 지바 롯데 마린스전에서는 9이닝 2사까지 무실점으로 호투하면서도 3실점을 기록해 패전 투수가 되었다. 9월 8일 지바 롯데전에서는 2실점으로 완투승을 따내 3년 만에 두 자릿수 승리 기록을 달성했다.
최종적으로 3점 대의 평균 자책점을 남겼지만 타선의 지원을 받지 못하여 12패를 기록하는 등 볼넷 개수는 리그 2위, 폭투와 몸에 맞는 볼 개수는 리그 최다 기록을 남길 정도의 제구가 좋지 않았다.

#### 2011년
동일본 대지진의 영향으로 시즌 개막이 늦춰지면서 4월 12일 오사카 돔에서 열린 개막전에서 자신으로서는 처음으로 개막전 선발 투수를 맡았다. 2002년 전일본 대학야구 선수권 대회 결승전과 2003년 올스타전 제1차전과 동일하게 와세다 대학 야구부 출신이자 소프트뱅크 호크스의 와다 쓰요시와 투수전을 펼쳐 9이닝 동안 1자책점을 기록했다. 그러나 개막전에서는 무승부로 끝났고 5월 4일에 등록 말소되었다.
그 후 5월 14일 1군에 등록되면서 그 날 홋카이도 닛폰햄 파이터스전(하코다테 시 지요가다이 공원 야구장)에 선발 등판했지만 2회 1사에서 홈런과 연타를 맞는 등 8실점을 기록하며 강판되었다. 센트럴·퍼시픽 교류전인 5월 20일 히로시마 도요 카프전에서는 지명 타자 이마무라 다케루의 희생 번트도 무난히 처리하는 등 시즌 첫 승리를 올렸지만 그 이후에는 선발로서 뚜렷한 결과를 남기지 못했고 7월 11일 사이타마 세이부 라이온스전에서는 4이닝 동안 9개의 피안타와 6실점을 기록하며 2군에 내려갔다. 2군행 통보를 받은 뒤 오사카로 돌아가던 도중 신요코하마역에서 요미우리 시절의 코치였던 가토리 요시타카를 우연히 만나 “투심이나 체인지업을 기억하면?”이라고 조언을 받아 투심을 습득하게 되었다.
그 후 1군에 복귀하면서 시즌 종료를 앞둔 직전인 10월 15일 닛폰햄전에 등판해 6이닝 무실점의 호투로 시즌 2승째를 올렸다.

#### 2012년
시즌 첫 등판이 된 4월 8일 라쿠텐전에서 완봉승을 따냈고 4월 15일에는 재작년까지 가장 부담스런 상대로 여겼던 세이부전에 등판, 1실점의 호투로 연승을 기록하는 등 순조로운 활약을 보였다. 그러나 4월 22일 닛폰햄전에서는 9이닝 1실점으로 완투패를 당한 것을 시작으로 타선의 지원을 받지 않는 경기가 종종 있었을 뿐만 아니라 6월 6일 도쿄 야쿠르트 스왈로스전에서는 1루 베이스 커버에 들어갔을 때 왼쪽 허벅지 뒷부분의 근육 파열을 일으키는 부상을 당해 다음날 1군 등록이 말소되었다.
7월 13일에는 1군에 다시 복귀하면서 3경기에서의 구원 등판을 거쳐 올스타전을 앞두고 2경기 연속 완투승을 기록했다. 그 후에도 선발 투수로서 시즌 종료 때까지 선발 로테이션을 지켰고 평균 자책점 2.60, 퀄리티 스타트 66.7%를 나타내며 선발 투수로서의 책무를 다했지만 역투를 해도 타선의 지원이 부족한 경기가 많아지면서 5승 9패로 끝났다. 계약 갱신에서는 2.60의 평균 자책점을 기록했다는 이유로 1,200만 엔이 상승한 6,200만 엔으로 갱신되었다.
이듬해 2013년 1월 25일에 이토이 요시오, 야기 도모야와의 맞트레이드로 아카다 쇼고, 오비키 게이지와 함께 홋카이도 닛폰햄 파이터스에 이적했다.

## 상세 정보

### 출신 학교
- 가고시마 현립 센다이 고등학교
- 아시아 대학

### 선수 경력
- 요미우리 자이언츠(2003년 ~ 2009년)
- 오릭스 버펄로스(2010년 ~ 2012년)
- 홋카이도 닛폰햄 파이터스(2013년 ~ 2015년)

### 지도자 및 기타 경력
- 요미우리 자이언츠 스카우트(2016년)
- 요미우리 자이언츠 2군 투수코치(2019년 ~ )

### 수상·타이틀 경력
- 신인왕(2003년)
- 월간 MVP: 1회(2010년 6월)

### 개인 기록

#### 투수 기록
- 첫 등판· 첫 선발: 2003년 3월 30일, 대 주니치 드래곤스 3차전(도쿄 돔), 2이닝 5실점에서 패전 투수
- 첫 탈삼진: 상동, 1회초에 후쿠도메 고스케로부터 헛스윙 삼진
- 첫 승리·첫 선발 승리: 2003년 4월 25일, 대 요코하마 베이스타스 3차전(요코하마 스타디움), 7이닝 3실점
- 첫 완투 승리: 2003년 5월 10일, 대 주니치 드래곤스 8차전(도쿄 돔), 9이닝 2실점
- 첫 완봉 승리: 2003년 7월 29일, 대 주니치 드래곤스 18차전(도쿄 돔)
- 첫 세이브: 2004년 7월 4일, 대 히로시마 도요 카프 18차전(히로시마 시민 구장), 7회말에 4번째 투수로서 구원 등판·마무리, 3이닝 2실점

#### 타격 기록
- 첫 안타: 2003년 4월 25일, 대 요코하마 베이스타스 3차전(요코하마 스타디움), 3회초에 크리스 홀트로부터 우전 안타
- 첫 타점: 2004년 7월 8일, 대 요코하마 베이스타스 16차전(도쿄 돔), 3회말에 요시카와 데루아키로부터 우월 적시 2루타

#### 기록 달성 경력
- 통산 1000투구 이닝: 2013년 5월 8일, 대 도호쿠 라쿠텐 골든이글스 7차전(삿포로 돔), 5회초 2아웃에 케이시 맥게히를 좌익수 뜬공으로 잡아 달성 ※역대 332번째

#### 기타
- 올스타전 출장: 3회(2003년, 2010년, 2013년)
- 전체 12개 구단을 상대로 승리: 2013년 5월 20일, 대 요미우리 자이언츠 2차전(삿포로 돔), 7이닝 1실점 ※역대 12번째

### 등번호
- 21(2003년 ~ 2006년)
- 41(2007년 ~ 2009년)
- 12(2010년 ~ 2012년)
- 29(2013년 ~ 2015년)
- 78(2019년 ~ )

### 연도별 투수 성적
| 연 도      | 소 속      | 등 판 | 선 발 | 완 투 | 완 봉 | 무 4 구 | 승 리 | 패 전 | 세 이 브 | 홀 드 | 승 률 | 타 자 | 이 닝  | 피 안 타 | 피 홈 런 | 볼 넷 | 고 4 | 몸 맞 | 탈 삼 진 | 폭 투 | 보 크 | 실 점 | 자 책 점 | 평 자 책 | W H I P |
| ---------- | ---------- | ----- | ----- | ----- | ----- | ------- | ----- | ----- | -------- | ----- | ----- | ----- | ------ | -------- | -------- | ----- | ---- | ----- | -------- | ----- | ----- | ----- | -------- | -------- | ------- |
| 2003년     | 요미우리   | 25    | 25    | 7     | 2     | 3       | 10    | 7     | 0        | --    | .588  | 736   | 175.0  | 168      | 18       | 44    | 3    | 7     | 180      | 6     | 1     | 74    | 65       | 3.34     | 1.21    |
| 2004년     | 요미우리   | 31    | 21    | 2     | 0     | 0       | 7     | 8     | 5        | --    | .467  | 643   | 139.2  | 168      | 20       | 50    | 3    | 11    | 154      | 1     | 0     | 92    | 78       | 5.03     | 1.56    |
| 2005년     | 요미우리   | 14    | 0     | 0     | 0     | 0       | 0     | 1     | 5        | 0     | .000  | 56    | 13.2   | 13       | 1        | 3     | 0    | 0     | 17       | 0     | 0     | 6     | 6        | 3.95     | 1.17    |
| 2006년     | 요미우리   | 3     | 3     | 0     | 0     | 0       | 0     | 3     | 0        | 0     | .000  | 54    | 10.1   | 24       | 3        | 2     | 0    | 0     | 7        | 0     | 0     | 11    | 11       | 9.58     | 2.52    |
| 2007년     | 요미우리   | 26    | 25    | 0     | 0     | 0       | 12    | 9     | 0        | 0     | .571  | 613   | 148.2  | 144      | 17       | 35    | 3    | 0     | 131      | 1     | 0     | 60    | 51       | 3.09     | 1.20    |
| 2008년     | 요미우리   | 14    | 14    | 1     | 0     | 0       | 6     | 5     | 0        | 0     | .545  | 318   | 74.0   | 87       | 15       | 19    | 0    | 1     | 53       | 3     | 0     | 36    | 34       | 4.14     | 1.43    |
| 2009년     | 요미우리   | 1     | 1     | 0     | 0     | 0       | 0     | 0     | 0        | 0     | ----  | 12    | 2.2    | 4        | 2        | 0     | 0    | 0     | 2        | 0     | 0     | 3     | 3        | 10.13    | 1.50    |
| 2010년     | 오릭스     | 28    | 28    | 4     | 1     | 0       | 10    | 12    | 0        | 0     | .455  | 767   | 174.1  | 174      | 9        | 71    | 0    | 13    | 140      | 11    | 1     | 85    | 77       | 3.98     | 1.41    |
| 2011년     | 오릭스     | 19    | 12    | 0     | 0     | 0       | 2     | 7     | 0        | 0     | .222  | 322   | 72.1   | 86       | 5        | 22    | 1    | 2     | 60       | 4     | 0     | 42    | 37       | 4.60     | 1.49    |
| 2012년     | 오릭스     | 24    | 21    | 5     | 1     | 1       | 5     | 9     | 0        | 0     | .357  | 628   | 152.1  | 138      | 8        | 42    | 1    | 3     | 96       | 5     | 0     | 47    | 44       | 2.60     | 1.18    |
| 2013년     | 닛폰햄     | 24    | 24    | 2     | 1     | 1       | 9     | 8     | 0        | 0     | .529  | 620   | 145.0  | 141      | 10       | 50    | 1    | 5     | 95       | 8     | 0     | 64    | 59       | 3.66     | 1.32    |
| 2014년     | 닛폰햄     | 5     | 5     | 0     | 0     | 0       | 1     | 3     | 0        | 0     | .250  | 115   | 26.0   | 29       | 1        | 7     | 0    | 0     | 21       | 1     | 0     | 12    | 9        | 3.12     | 1.38    |
| 2015년     | 닛폰햄     | 1     | 0     | 0     | 0     | 0       | 0     | 0     | 0        | 0     | .000  | 3     | 1.0    | 0        | 0        | 0     | 0    | 0     | 2        | 0     | 0     | 0     | 0        | 0.00     | 0.00    |
| 통산: 13년 | 통산: 13년 | 215   | 179   | 21    | 5     | 5       | 62    | 72    | 10       | 0     | .463  | 4887  | 1135.0 | 1176     | 109      | 345   | 12   | 42    | 958      | 40    | 2     | 532   | 474      | 3.76     | 1.34    |

- 굵은 글씨는 시즌 최고 성적.